# Evan Tepest
Evan Hugo Tepest (* 1989 in Emmerich am Rhein) ist ein deutscher Autor und Journalist. Tepest lebt in Berlin.

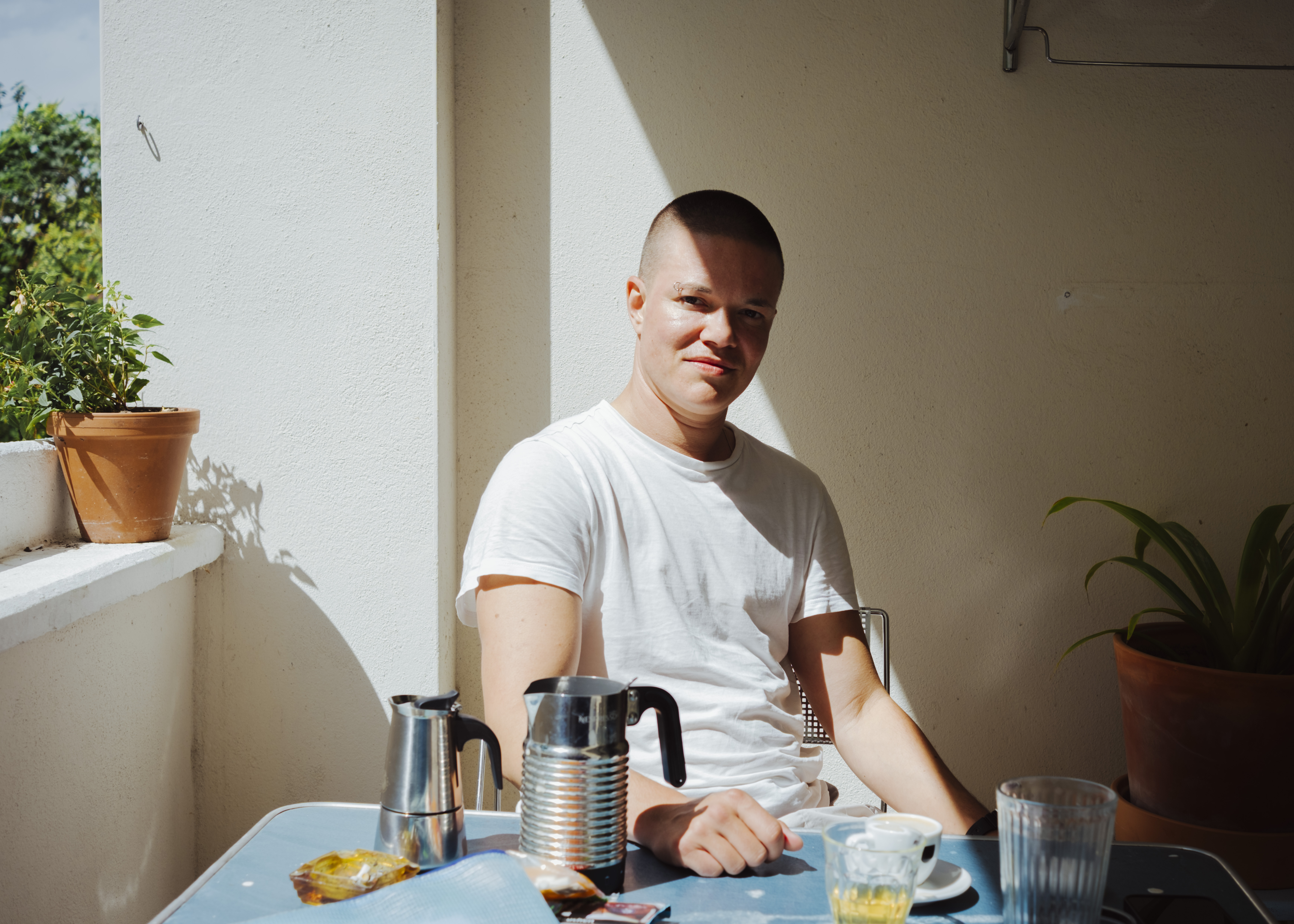
Evan Hugo Tepest

## Leben
Tepest wuchs in Emmerich am Rhein auf und studierte Arabistik und Middle Eastern Studies in Leipzig, Kairo und Lund. Er arbeitete im Bereich der politischen Kommunikation für eurotopics und upday und war für die LINKE-Abgeordnete Simone Barrientos im Deutschen Bundestag tätig.
Tepests Essayband Power Bottom: Essays über Sprache, Sex und Community erschien im März 2023 im MÄRZ Verlag. Tepest gibt außerdem Schreibworkshops, zum Beispiel für das Center for Literature der Burg Hülshoff und das Literarische Colloquium Berlin. Neben regelmäßigen Veröffentlichungen für Die Zeit, die Süddeutsche, die taz und den Tagesspiegel schrieb Tepest für das Missy Magazine die Kolumne „Triple Water“. Im Februar 2024 erschien Tepests Debütroman Schreib den Namen deiner Mutter im Piper-Verlag. Ebenso im Piper-Verlag erschien im August 2025 Tepests Essay Sind Penisse real?.
Gemeinsam mit Lynn T. Musiol schrieb und veranstaltete Tepest unter dem Kollektivnamen dyke dogs.
Tepest war im Finale des Wettbewerbs Open Mike für junge Literatur (2020, gemeinsam mit Lynn T. Musiol) und des Edit Essaypreises (2021).

## Veröffentlichungen (Auswahl)
- Sind Penisse real? Piper Verlag, München 2025, ISBN 978-3-492-07354-7.
- Schreib den Namen deiner Mutter. Piper Verlag, München 2024, ISBN 978-3-492-07271-7.
- Power Bottom. MÄRZ Verlag, Berlin 2023, ISBN 978-3-7550-0017-4.
- The mountains so vast: Eine lesbische Wallfahrt. Delfi Mag, 2023.
- Pornhub. Jenny, 2022.
- Power Bottom. Edit, 2021.
- Blackbox PMS. COPE Magazin, 2021.
- Die Reise zum Kap Zizou (mit Lynn Musiol), Der 28. Open Mike, Berlin 2020.
- Co²mming – Wie ich mit Pornos lernte, zu heilen (mit Lynn Musiol), BELLA triste 58, 2020.

## Preise und Stipendien
- Art Omi Residency, Ghent, NY, 2024.
- Finale des Edit Essaypreises, 2021.
- Finale des Open Mike: Wettbewerb für junge Literatur, 2020 (mit Lynn Musiol).